# Stade de rugby d'Avchala
Le stade de rugby d'Avchala (en géorgien : ავჭალის რაგბის სტადიონი) est un stade de rugby à XV de 3 200 places situé à Tbilissi, en Géorgie.

## Histoire
Le stade est situé dans le quartier d'Avchala, au nord de Tbilissi. Il a bénéficié de 521000 GEL, financé par le soutien de la fondation Cartu, afin d'être rénové.
Le stade est utilisé par le RC Locomotive Tbilissi en championnat de Géorgie de rugby à XV. L'équipe de Géorgie de rugby à XV y jouait régulièrement des matchs internationaux, y organisant notamment la Tbilissi Cup. Le stade a aussi accueilli le Trophée mondial de rugby à XV des moins de 20 ans 2011 (en), le championnat du monde junior de rugby à XV 2017, ainsi que la rencontre de Challenge européen 2017-2018 opposant Krasny Yar Krasnojarsk au London Irish. 

## Matchs internationaux
| Match     | Pays    | Score   | Pays      |
| --------- | ------- | ------- | --------- |
| ENC 2012  | Géorgie | 32 - 7  | Portugal  |
| ENC 2014  | Géorgie | 35 - 0  | Belgique  |
| ENC 2016  | Géorgie | 59 - 7  | Allemagne |
| Test 2018 | Géorgie | 27 - 19 | Samoa     |
| REC 2019  | Géorgie | 24 - 10 | Espagne   |
| REC 2023  | Géorgie | 75 - 12 | Allemagne |
| REC 2023  | Géorgie | 31 - 7  | Roumanie  |